# Dina Meshref
Dina Alaa Al-Din Wafiq Meshref (Arabisch: دينا علاء الدين وفيق•مشرف; Quebec, Canada, 10 maart 1994) is een Egyptisch professioneel tafeltennisster. Zij speelt linkshandig met de shakehandgreep.
Zij vertegenwoordigde haar land op de Olympische Zomerspelen 2012, 2016 en 2020⁣, maar won daar geen medailles.
Haar nicht Yousra Helmy is eventeens Olympisch tafeltennisster.